# Amphelissoeme viridescens
Amphelissoeme viridescens là một loài bọ cánh cứng trong họ Cerambycidae.